# (1947) Iso-Heikkilä
(1947) Iso-Heikkilä es un asteroide perteneciente al cinturón de asteroides descubierto el 4 de marzo de 1935 por Yrjö Väisälä desde el observatorio de Iso-Heikkilä en Turku, Finlandia.
Está nombrado por el observatorio donde se hizo el descubrimiento.